# Nesticus calilegua
Nesticus calilegua är en spindelart som beskrevs av Ott och Arno Antonio Lise 2002. Nesticus calilegua ingår i släktet Nesticus och familjen grottspindlar. Inga underarter finns listade i Catalogue of Life.